# Yabba Doo
Yabba Doo je lik iz Scooby Dooa. Prvo pojavljivanje mu je bilo u serijalu Scooby Doo i Scrappy Doo. Po zanimanju je šerif i imao je ured koji je bio lociran negdje u središtu Divljeg Zapada. Zajedno sa svojim nećakom Scrappyjem je hvatao zločince. Na kraju serijala ga je uhvatio lovac na pse i nakon toga njegova lokacija više nikad nije otkrivena niti se saznalo gdje je on.

## Obitelj
- Mumsy i Dada Doo (roditelji)
- Scooby Doo (brat)
- Ruby Doo (sestra)
- Howdy Doo (brat)
- Skippy Doo (brat)
- Dixie Doo (sestrična)
- Dooby Doo (rođak pjevač)